# جيريمياه كرولي
جيريمياه كرولي (بالإنجليزية: Jeremiah Crowley)‏ هو محامي وسياسي أمريكي، ولد في 12 يناير 1832، وتوفي في 23 سبتمبر 1901. حزبياً، نشط في الحزب الديمقراطي.